# Binong (Batununggal)
Binong is een bestuurslaag in het regentschap Kota Bandung van de provincie West-Java, Indonesië. Binong telt 17.621 inwoners (volkstelling 2010).